# Gosposvetsko polje, Gospa Sveta
Gosposvetsko polje (nemško Zollfeld) je naselje v Občini Gospa Sveta v Okraju Celovec-dežela na Koroškem v Avstriji.